# Glauco Rossi
Glauco Rossi (Narni, 27 marzo 1909 – Narni, 23 dicembre 2001) è stato un pittore italiano.

## Biografia
Fin da fanciullo mostra grande capacità per il disegno. Autodidatta, nelle prime espressioni grafiche, sente la necessità di perfezionarsi e negli anni venti frequenta un corso di studi condotto da Carlo Castellani. La prima attrezzatura pittorica consistente in una cassetta di colori ed un cavalletto da campagna gli viene donata per un suo compleanno dal cognato, ufficiale di marina colonnello Pierangelini, persona colta e di grandi doti umane che lo sosterrà e incoraggerà a proseguire nella attività pittorica. Delle prime opere realizzate, negli anni quaranta, quasi sempre su supporti di legno o su cartone, rimangono rintracciabili pochi esemplari; ciò è dovuto anche al fatto che Glauco in quegli anni reimpiegò quadri che riteneva superati nel suo gusto e vi sovrappose altre opere.
Da un verismo assoluto quasi fotografico approdò negli anni cinquanta a una forma pittorica rappresentante il sogno e il simbolo illustrati in personalissima maniera, forse surrealista, riconducibili a osservazioni della realtà che lo circondava da bambino e cioè i magazzini e le cantine dell'allora amministrazione del beata Lucia, presso i quali abitava, piene di enormi tine di botti, di fasci di scale per la potatura degli olivi, la presenza di sacerdoti che andavano ad ordinare il vino per la messa con i loro cappelli a falda larga e gli abiti lunghi e neri. Ricordi ed immagini che suggestioneranno la fantasia dell'artista tanto da farne nascere un filone pittorico in cui tutti questi elementi sono presenti.
Un'altra ispirazione delle sue opere sarà presa da un altro dei suoi ricordi di bambino, quella di staccare le spine delle rose ed infilarle una dentro l'altra fino a formare un bracciale. Tale ricordo sarà riproposto in centinaia di sue opere, ove sulle sagome di queste spine Glauco collocherà i personaggi di un mondo aereo come su di navicelle vaganti nello spazio.
Parallelamente a questa sua personale evoluzione permane il desiderio di lavorare fuori dallo studio in spazi aperti, nella campagna ove tra l'altro raccoglie, poi disegna e dipinge, gradevolissimi mazzi di fiori di cardi e di bacche di spine.
Le imprese della scienza per la conquista della spazio, negli anni settanta, suscitarono grande fascino e le sue tele si popolarono di piattaforme aeree di oggetti vaganti, di personaggi che osservano l'abisso, porzioni di mondi vertiginosamente sospesi nel vuoto, come relitti di tragedie spaziali.
Un soggetto sempre rappresentato è stata la Rocca, da tutte le angolazioni possibili sia nei disegni che nei dipinti.
Negli ultimi tempi quando ormai dipingeva La Rocca in casa a memoria, le torri si erano allungate, idealizzate ad accogliere "quelli che scendono dal cielo" è l'incontro del suo ultimo genere pittorico, quello spaziale, con il più antico il paesaggio.

## Mostre
- 1951 - 26º Premio Nazionale INAIL
- 1971 - Internazionale di Massa "il Michelangelo d'oro"
- 1971 - Pittura italiana a Parigi. Salone Babylone
- 1971 - Internazionale (Italia 2000) Regia Reale di Caserta
- 1971 - Rassegna Nazionale d'arte Contemporanea. Premio Oscar Roma
- 1971 - Internazionale (free word) Academy di Roma
- 1971 - Exposition d'Art Cote d'Azur La Peinture Italienne Menton
- 1973 - Premio Oscar 1972. 3° Rassegna nazionale d'arte contemporanea. Roma Palazzo delle esposizioni
- 1974 - Premio Oscar 1973. 4° Rassegna nazionale d'arte contemporanea. "Omaggio ad Anna Magnani" Roma Palazzo delle esposizioni
- 1974 - Premio Nazionale della Grafica S.Michele d'Oro. Galleria di Palazzo Doria Genova
- 1975 - Centro Europeo d'iniziative culturali. VI Primavera. Londra
- 2006 - "Tracce" - "Segni di un Sogno" Mostra postuma in ricordo dell'artista, organizzata dal comune di Narni, in occasione della Corsa All'Anello